# Tomasz Tybinkowski
Tomasz Tybinkowski, né le 22 septembre 1948 et décédé le 15 février 2007, est un ancien joueur de basket-ball polonais. Il évolue au poste d'ailier.